# Cophixalus kethuk
Espèce
Cophixalus kethuk est une espèce d'amphibiens de la famille des Microhylidae.

## Répartition
Cette espèce est endémique de l'île Rossel dans l'archipel des Louisiades dans la province de Baie Milne en Papouasie-Nouvelle-Guinée.

## Publication originale
- Kraus & Allison, 2009 : New species of Cophixalus (Anura: Microhylidae) from Papua New Guinea. Zootaxa, no 2128, p. 1-38.